# Грозный в филателии

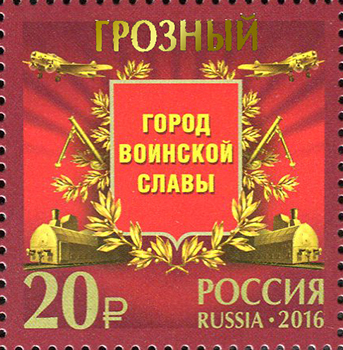
Марка России, выпущенная в 2016 году по случаю присвоения Грозному звания «Город воинской славы»

Грозный в филателии — совокупность почтовых марок, художественных маркированных конвертов и других филателистических материалов, посвящённых городу Грозному.

## Почтовые марки

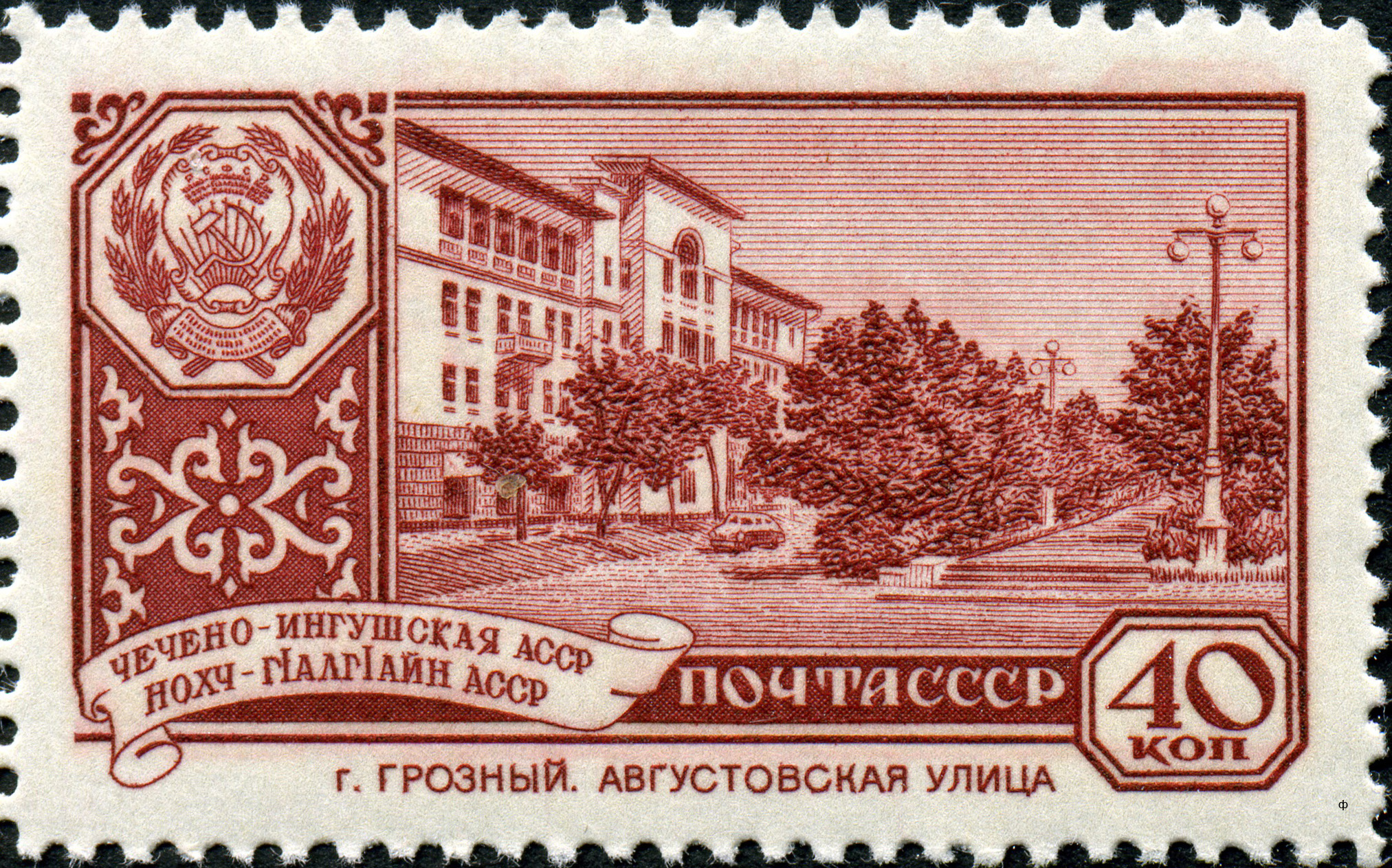
Грозный. Августовская улица

В 1960 году была выпущена марка с изображением Августовской улицы (ныне — Проспект имени Владимира Владимировича Путина) в Грозном.
В 1992 году в Чеченской Республике Ичкерия была выпущена серия марок, на одной из которых был изображён Президентский дворец.
В 2013 году был выпущен почтовый блок, посвящённый эстафете олимпийского огня зимних Олимпийских игр 2014 года в Сочи. Маршрут эстафеты охватывал 132 населённых пункта Российской Федерации. 128-м по счёту пунктом эстафеты был Грозный. На полях блока была нарисована карта России, на которой точками были обозначены пункты эстафетного маршрута, включая столицу Чечни.
| Эстафета олимпийского огня зимних Олимпийских игр 2014                                                        |
| 2013: почтовый блок России (ЦФА [АО «Марка»] № 1736), посвящённый эстафете олимпийского огня Олимпиады в Сочи |

6 апреля 2015 года Грозному было присвоено звание «Город воинской славы». По этому случаю была выпущена почтовая марка, а Банком России была выпущена памятная монета достоинством 10 рублей.
В 2018 году была выпущена марка с изображением мечети Сердце Чечни.
В 2018 году был выпущен почтовый блок из серии «Гербы субъектов и городов Российской Федерации».

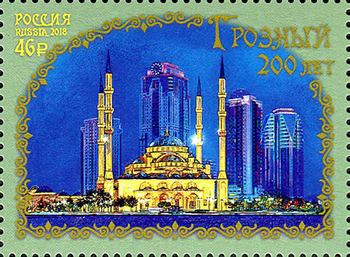
Почта России в 2018 году выпустила марку, посвящённую 200-летию Грозного с изображением мечети Сердце Чечни
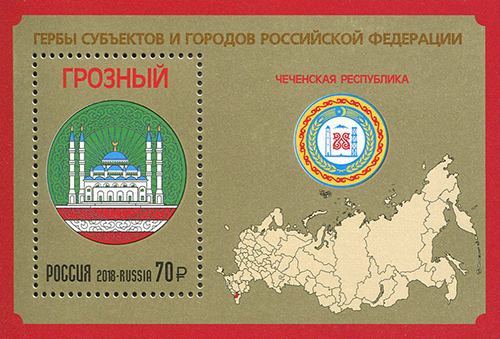
Почта России 2018 г. № 2361

## Художественные маркированные конверты

### Конверты СССР
Ниже приводится неполный список художественных маркированных конвертов СССР, на которых был запечатлён город Грозный.
| #  | Каталожный номер | Наименование                                        | Дата выпуска          | Номинал | Художник | Изображение |
| -- | ---------------- | --------------------------------------------------- | --------------------- | ------- | -------- | ----------- |
| 1  | 606              | Грозный. Сквер имени Ленина                         | 4 января 1958 года    | 40 коп. | —        |             |
| 2  | 656              | Грозный. Памятник поэту Полежаеву                   | 7 марта 1958 года     | 40 коп. | —        |             |
| 3  | 761              | Грозный. Августовская улица                         | 25 августа 1958 года  | 40 коп. | —        |             |
| 4  | 998              | Грозный. Памятник поэту Полежаеву                   | 1 июля 1959 года      | 40 коп. | —        |             |
| 5  | 2475             | Грозный. Обком КПСС                                 | 10 апреля 1963 года   | 4 коп.  | —        |             |
| 6  | 3308             | Грозный. Дом Совета Министров                       | 6 августа 1964 года   | 4 коп.  | —        |             |
| 7  | 3537             | Грозный. Набережная реки Сунжи                      | 4 января 1965 года    | 4 коп.  | —        |             |
| 8  | 4461             | Грозный. Обком КПСС                                 | 1966 года             | 4 коп.  | —        |             |
| 9  | 4833             | Грозный. Проспект имени Ленина                      | 17 августа 1967 года  | 4 коп.  | —        |             |
| 10 | 7836             | Грозный. Сквер имени Чехова                         | 24 июля 1971 года     | 4 коп.  | —        |             |
| 11 | 8151             | АВИА. Грозный. Набережная реки Сунжи                | 28 марта 1972 года    | 4 коп.  | —        |             |
| 12 | 9444             | Грозный. Обком КПСС                                 | 31 января 1974 года   | 4 коп.  | —        |             |
| 13 | 9834             | Грозный. Гостиница «Чайка»                          | 9 июля 1974 года      | 4 коп.  | —        |             |
| 14 | 10242            | АВИА. Грозный. Здание Совета Министров              | 7 января 1975 года    | 6 коп.  | —        |             |
| 15 | 11127            | Грозный. Улица Красных фронтовиков                  | 13 февраля 1976 года  | 4 коп.  | —        |             |
| 16 | 11209            | Грозный, институт им. Миллионщикова                 | 1 апреля 1976 года    | 4 коп.  | —        |             |
| 17 | 11592            | Грозный. Памятник Павлу Мусорову                    | 27 сентября 1976 года | 4 коп.  | —        |             |
| 18 | 13443            | Грозный, драматический театр                        | 11 апреля 1979 года   | 4 коп.  | —        |             |
| 19 | 13844            | Грозный. Химический завод                           | 9 октября 1979 года   | 4 коп.  | —        |             |
| 20 | 14501            | Грозный. Памятник борцам Революции                  | 12 августа 1980 года  | 4 коп.  | —        |             |
| 21 | 16356            | Грозный. Памятник борцам Революции                  | 7 июля 1983 года      | 5 коп.  | —        |             |
| 22 | 383              | Грозный. Библиотека имени А. П. Чехова              | 29 июля 1985 года     | 4 коп.  | —        |             |
| 23 | 104              | Грозный. Обелиск героям на площади Мусорова         | 12 марта 1986 года    | 4 коп.  | —        |             |
| 24 | 10               | Грозный. Памятник пожарным                          | 12 января 1988 года   | 4 коп.  | —        |             |
| 25 | 310              | Грозный. Драматический театр имени М. Ю. Лермонтова | 2 декабря 1991 года   | 7 коп.  | —        |             |

### Конверты России
| # | Каталожный номер | Наименование                                                                  | Дата выпуска       | Номинал | Художник | Изображение |
| - | ---------------- | ----------------------------------------------------------------------------- | ------------------ | ------- | -------- | ----------- |
| 1 |                  | Грозный. Памятник пожарным, погибшим на боевом посту 10-15 октября 1942 года. | 4 января 1992 года | 80 коп. | —        |             |